# Saxophone sous-contrebasse
Si Adolphe Sax a bien projeté l'idée d'un saxophone sous-contrebasse, il est néanmoins certain qu'il ne l'a jamais construit lui-même. On doit donc au facteur allemand Benedikt Eppelsheim le premier modèle de cet instrument en 2002.

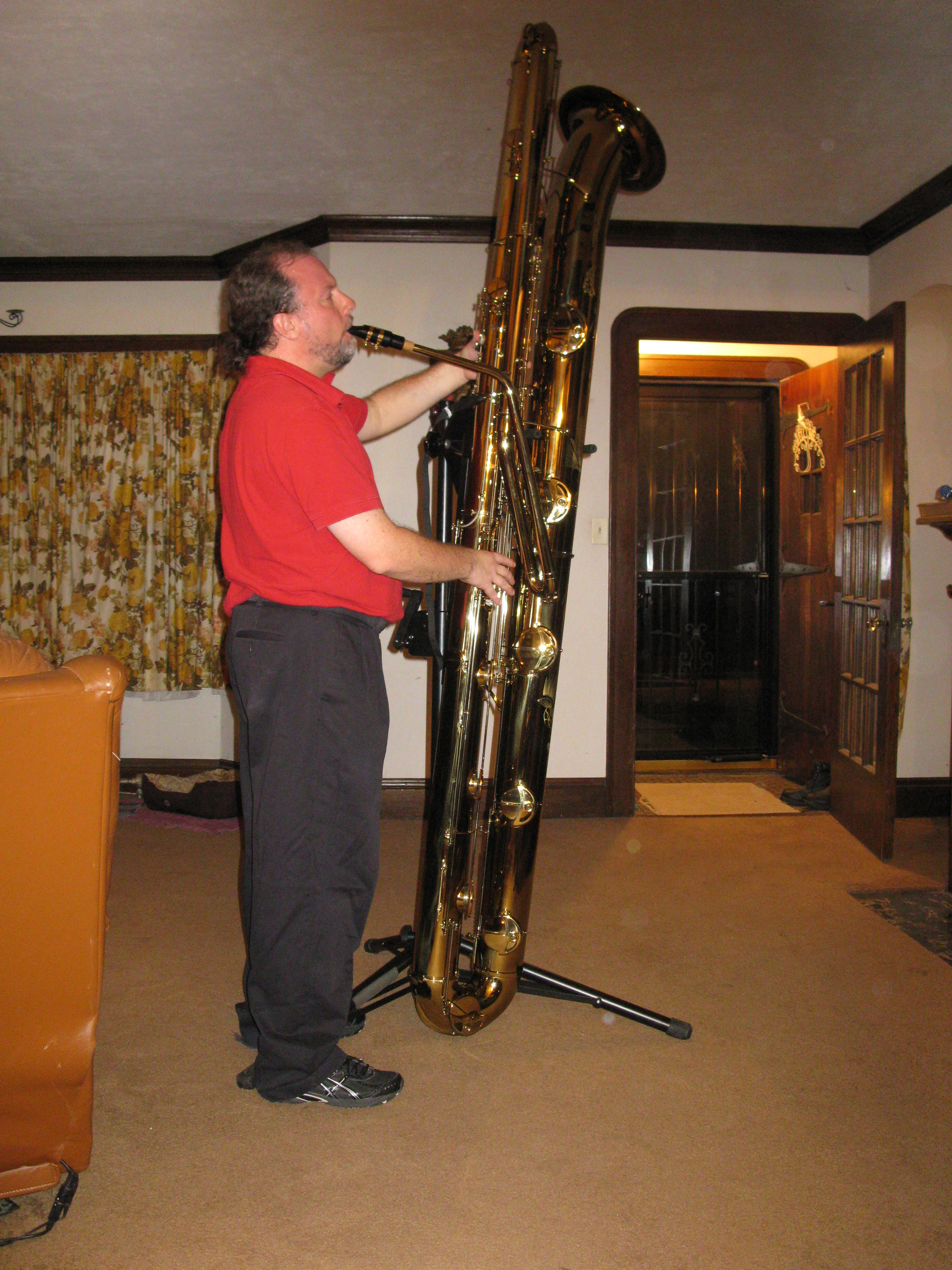
Un joueur de saxophone sous-contrebasse Eppelsheim.

C'est le plus grave des saxophones, bien que très rarement utilisé. Contrairement à ce que l'on pourrait croire, le saxophone sous-contrebasse n'est pas le plus haut en taille, quoiqu'il possède le corps le plus long.
C'est en fait un modèle de tubax plus grave, puisqu'il est en Si♭ (B♭) au lieu de Mi♭ (E♭). La particularité de perce très fine de ces instruments leur permet d'être enroulés sur eux-mêmes jusqu'à quatre fois, limitant ainsi leur encombrement et augmentant leur maniabilité. Les autres saxophones contrebasses ont des proportions gigantesques (les modèles Evette, Kohlert ou Orsi, et plus récemment Eppelsheim), car de perce plus large, ils ne peuvent être recourbés que 2 fois : ils atteignent souvent près de deux mètres de haut. Autre avantage de cet instrument : il se joue avec un bec et des anches de saxophone baryton standard, ce qui évite les ennuis liés à la customisation de roseaux gigantesques... et introuvables !
Il sonne donc à l'octave grave du saxophone basse, deux octaves en dessous du saxophone ténor, et peut atteindre le La♭ grave, un demi-ton hors du clavier du piano (seuls la clarinette contrebasse, le contrebasson, certains tubas et certaines orgues peuvent émettre ce type de vibrations).
Il existe également un modèle unique intermédiaire de tubax en ut en Suisse.
On peut entendre un saxophone sous-contrebasse dans le CD 20 Jahre Saxuelle Befreiung de la Kölner Saxophon Mafia et sur le site de Jay Easton.